# Otto Schukat
Otto Schukat (* 21. November 1899 in Neu-Budupönen; † 21. März 1954 im Landkreis Celle) war ein deutscher Politiker (NSDAP).
Nach dem Besuch der Volksschule und der Realschule nahm Schukat am Ersten Weltkrieg teil. Nach dem Krieg, in dem er mit dem Eisernen Kreuz beider Klassen ausgezeichnet wurde, studierte Schukat vier Semester lang Landwirtschaft. Im Anschluss an die Prüfung zum Diplom-Landwirt („staatlich geprüfter Landwirt“) ließ er sich als Landwirt im ostpreußischen Angerburg nieder.
In den 1920er Jahren trat Schukat in die Nationalsozialistische Deutsche Arbeiterpartei (NSDAP) ein. Außerdem wurde er Mitglied der Sturmabteilung (SA), in der er den Rang eines Standartenführers und eines SA-Führers der SA-Gruppe Österreich erreichte.
Bei der Reichstagswahl vom Juli 1932 wurde Schukat als Kandidat der NSDAP für den Wahlkreis 1 (Ostpreußen) in den Reichstag der Weimarer Republik gewählt. Er gehörte dem deutschen Parlament nur knapp vier Monate lang, bis zur Reichstagswahl vom November 1932, an, bei der er sein Mandat wieder verlor.
Sein weiterer Lebensweg ist unklar.